# Guatemala en los Juegos Deportivos Centroamericanos
Guatemala, ha sido anfitrión de los Juegos Deportivos Centroamericanos en cuatro ocasiones, y ha liderado el medallero en cinco de las diez ediciones de estos juegos, teniendo un total de 2392 medallas, repartidas así: 874 medallas de oro, 843 medallas de plata, 675 medallas de bronce. Declinó como subsede y su participación de los IX Juegos Deportivos Centroamericanos, está decisión fue tomada porque la Organización Deportiva Centroamericana aprobó el cambio de fecha de estos juegos tres veces.

## Historia
Después de la creación de la Organización Deportiva Centroamericana por sus siglas (ORDECA) en 1972, la organización dio paso a la creación de los Juegos Deportivos Centroamericanos, siendo Guatemala sede de los I Juegos Deportivos Centroamericanos, en el cual obtuvo el segundo lugar en el medallero siendo superado por El Salvador.
En 1986, Guatemala es nuevamente anfitrión de los III Juegos Deportivos Centroamericanos, en los cuales este país centroamericano logra por primera vez liderar el medallero.
En los IV Juegos Deportivos Centroamericanos, siendo la sede de estos Honduras y celebrados en 1990, Guatemala logró liderar nuevamente el medallero. Durante las ediciones de 1994 y 1997, Guatemala obtuvo el tercer y segundo lugar del medallero respectivamente.
Nuevamente este país es anfitrión de los VII Juegos Deportivos Centroamericanos, los cuales fueron celebrados en el mes de diciembre de 2001. Guatemala lideró el medallero de estos juegos por tercera vez, obteniendo 146 medallas de oro, 122 de plata y 98 de bronce. Fueron Inaugurados por Harris Whitbeck como delegado del Presidente de Guatemala Alfonso Portillo, y la antorcha fue encendida por la taekwondista Euda Carias. Las 37 disciplinas fueron repartidas en diversos escenarios de este país.
En los VIII Juegos Deportivos Centroamericanos celebrados en marzo de 2006, Guatemala fue sede de estos juegos junto a varios países de Centroamérica. Por cuarta ocasión este país lideró el medallero de estos juegos.
Honduras estaba designada como sede los IX Juegos Deportivos Centroamericanos en diciembre de 2009, pero sería cancelado por la crisis política en que se encontraba inmersa Honduras; luego su sede sería Panamá, y se programaron para el 2 y 14 de marzo. Guatemala y El Salvador fueron designadas como subsedes. Panamá postergó la fecha para el 9 y 19 de abril de 2010 por retrasos en la remodelación del Estadio Rommel Fernández. Asimismo, Guatemala, previamente designada como subsede, renunció al evento en protesta por la decisión de posponer los juegos para abril. Como consecuencia de esta resolución, El Salvador, a través del Instituto Nacional de los Deportes de El Salvador, anunció también su retiro, aunque a través de su Comité Olímpico rectificó la decisión.
De acuerdo al comité organizador de los juegos, Panamá decidió albergar ocho deportes que estaban previstos a desarrollarse en Guatemala. Las competencias iniciaron el día 6 de abril y fueron ganadas por la delegación salvadoreña que obtuvo su tercera victoria en la historia de la justa regional.
Por su parte, el Comité Olímpico Guatemalteco exteriorizó la declinación para ser sede y de paso su participación en los juegos, pues las federaciones y atletas guatemaltecos no compartieron decisión de ORDECA de posponer las competencias.
Los X Juegos Deportivos Centroamericanos se llevaron a cabo en Costa Rica, entre el 3 y el 17 de marzo de 2013. Era la primera vez que este país organizaba la justa regional. Guatemala tuvo un total de 546 atletas participantes en estos juegos.
El 17 de marzo de 2013, Guatemala se consolidó líder del medallero de estos juegos, logrando 100 medallas de oro, 100 de plata y 92 de bronce, además logró su cuarto título regional, convirtiéndose así en el país centroamericanos que más veces ha obtenido el primer lugar en los medalleros, dejando en segundo lugar a El Salvador que ha liderado tres veces el medallero de estos juegos.

## Medallero
| Año   | País | Sede                                                | Posición     | Oro          | Plata        | Bronce       | Total        |
| ----- | --- | --------------------------------------------------- | ------------ | ------------ | ------------ | ------------ | ------------ |
| 1973  | Bandera de Guatemala                                                                                          | Guatemala                                           | 2/6          | 36           | 49           | 45           | 130          |
| 1977  | Bandera de El Salvador                                                                                        | El Salvador                                         | 2/5          | 36           | 46           | 40           | 122          |
| 1986  | Bandera de Guatemala                                                                                          | Guatemala                                           | 1/5          | 107          | 88           | 44           | 239          |
| 1990  | Bandera de Honduras                                                                                           | Honduras                                            | 1/7          | 82           | 98           | 82           | 262          |
| 1994  | Bandera de El Salvador                                                                                        | El Salvador                                         | 3/7          | 74           | 91           | 76           | 241          |
| 1997  | Bandera de Honduras                                                                                           | Honduras                                            | 2/7          | 78           | 87           | 74           | 239          |
| 2001  | Bandera de Guatemala                                                                                          | Guatemala                                           | 1/7          | 142          | 129          | 93           | 364          |
| 2006  | Bandera de Guatemala · Bandera de Honduras · Bandera de Nicaragua · Bandera de Costa Rica · Bandera de Panamá | Guatemala, Honduras, Nicaragua, Costa Rica y Panamá | 1/6          | 109          | 68           | 39           | 216          |
| 2010  | Bandera de Panamá · Bandera de El Salvador                                                                    | Panamá y El Salvador                                | No participó | No participó | No participó | No participó | No participó |
| 2013  | Bandera de Costa Rica                                                                                         | Costa Rica                                          | 1/7          | 100          | 100          | 92           | 292          |
| 2017  | Bandera de Nicaragua                                                                                          | Nicaragua                                           | 1/7          | 110          | 87           | 90           | 287          |
| Total | Total |                                                     | 1/7          | 874          | 843          | 675          | 2392         |